# Saint-Oyen, Aostadalen
Saint-Oyen är en ort och kommun i regionen Aostadalen i nordvästra Italien. Kommunen hade 194 invånare (2017) och har italienska och franska som officiella språk.